# Костылёва-Лабунцова, Екатерина Евтихиевна
Екатерина Евтихиевна Костылёва-Лабунцова (1894—1974) — советский минералог и петрограф, участник первых советских геологических экспедиций на Кольский полуостров, возглавляла минералогические исследования в Хибинах.

## Биография
Родилась 31 декабря 1894 (12 января 1895) года в селе Гололобово, Орловская губерния, в семье педагога.
В 1911 году окончила с отличием 8 классов женской гимназии в городе Ярославль.
В 1911—1916 годах училась на естественном отделении (по группе минералогии и кристаллографии) физико-математического факультета Бестужевских Высших женских курсов в Санкт-Петербурге. Была оставлена для подготовки к преподавательской деятельности.
В 1917 году экстерном сдала экзамены в Петроградский университет (естественное отделение физико-математического факультета), где получила диплом I степени.
В 1918 году начала работать ассистентом по минералогии и кристаллографии на Бестужевских курсах (в 1921 году они слились с университетом)
Была первой женщиной доцентом кафедры кристаллографии, вела занятия по кристаллографии, гониометрии и кристаллооптике.
Одновременно работала под руководством А. Е. Ферсмана, научным сотрудником в Комиссии сырья Комитета военно-технической помощи, которая после войны (1918) была преобразована в Комиссию естественных производительных сил (КЕПС) при РАН.
В Академии наук работала в:
- 1916 — Отдел нерудных полезных ископаемых КЕПС, Петроград
- Геохимический институт, Ленинград
- Институт геохимии, минералогии и кристаллографии им. М. В. Ломоносова, Ленинград, переезд в Москву (1935)
- 1938 — Институт геологических наук
- 1956 — Институт геологии рудных месторождений, петрографии, минералогии и геохимии (ИГЕМ).

В 1916—1927 годах изучала в основном: топаз, магнезит, тальк, барит, глауконит, андалузит, палыгорскит, эвдиалит и цирконосиликаты.
1920—1923 годы под руководством А. Е. Ферсмана участвовала в первых советских экспедициях в Хибины и Ловозерские тундры.
В 1924 году участвовала в Саянской экспедиции на Алиберовском графитовом месторождении.
Работала в Забайкалье, Северной Монголии (1925), в Вишневых и Ильменских горах (1929).
С 1930 года возвращается в Хибины.
С 1935 года изученает геохимию циркония, гафния и других редких земель.
Во время войны изучает минералогию редкометалльных месторождений в Северной Киргизии.
В 1945 году защищает докторскую диссертацию на тему «Цирконий в Союзе».
В 1946—1949 годах работает в Среднеазиатской экспедиции, где изучает редкометалльные и урановые месторождения.
В 1958 году возглавляла минералогические исследования в Хибинах.
В 1967 году присвоено звание профессор.
Скончалась 6 декабря 1974 года в Москве.

## Семья
Муж — Лабунцов, Александр Николаевич (1884—1963) — советский геолог.

## Награды и премии
- 1925 — Почётный отзыв имени А. И. Антипова, Российское минералогическое общество.
- 1978 — Премия имени А. Е. Ферсмана[источник?], за книгу «Минералогия Хибинского массива»[3]
- Орден Ленина
- Орден «Знак Почёта»
- медали.

## Членство в организациях
- Российское минералогическое общество.

## Память
В честь Е. В. Костылёвой-Лабунцовой были названы:
- костылевит — новый минерал[4].